# San José (San Juan de la Rambla)
San José es una de las entidades de población que conforman el municipio de San Juan de la Rambla, en la isla de Tenerife —Canarias, España—, siendo además su capital administrativa.

## Características
Está situada en la parte alta del municipio, a una altitud media de 342 m s. n. m.
Está formado por los núcleos de Los Quevedos y San José.
Como capital administrativa del municipio, aquí se encuentran gran parte de las infraestructuras de San Juan de la Rambla. Así, se ubica aquí el edificio del ayuntamiento, la comisaría de la Policía Local o el juzgado de paz. La localidad cuenta también con el Instituto de Educación Secundaria San Juan de La Rambla, el Centro de Enseñanza Infantil y Primaria Francisco Afonso Carrillo, la Universidad Popular de San Juan de la Rambla, un centro ocupacional, centro de día para la Tercera Edad, la Escuela Infantil Trompita, una Casa de la Juventud, un consultorio médico, con el Centro de Usos Múltiples María Jesús Dorta Luis, la iglesia parroquial de San José, una Biblioteca Pública, la Ludoteca La Estrella Contenta, una oficina de Correos, un pabellón municipal de deportes y un campo municipal de fútbol, supermercado, farmacia, entidades bancarias, pequeños comercios, bares y restaurantes. Aquí se encuentran además una oficina de Extensión Agraria del Cabildo de Tenerife y la sede de la Mancomunidad San Juan de la Rambla-La Guancha, así como el Centro de Artesanía La Casa Amarilla.
Parte del núcleo de Los Quevedos fue declarado Bien de Interés Cultural en la categoría de Sitio Histórico por Decreto del Gobierno de Canarias de 29 de abril de 2008. La iglesia de San José fue declarada como Monumento por Decreto de 9 de mayo de 2006.

## Historia
El barrio comienza a desarrollarse en el siglo xviii en torno a la ermita de San José, concluida en 1781 y erigida en parroquia en 1964.
En 2004 el Cabildo de Tenerife, a instancias del ayuntamiento ramblero, acuerda el cambio de capitalidad del municipio de San Juan al barrio de San José.

## Demografía
| Año        | 2000  | 2001  | 2002  | 2003  | 2004  | 2005  | 2006  | 2007  | 2008  | 2009  | 2010  | 2011  | 2012  | 2013  |
| ---------- | ----- | ----- | ----- | ----- | ----- | ----- | ----- | ----- | ----- | ----- | ----- | ----- | ----- | ----- |
| Habitantes | 1.351 | 1.501 | 1.577 | 1.610 | 1.633 | 1.765 | 1.796 | 1.639 | 1.646 | 1.684 | 1.712 | 1.742 | 1.762 | 1.772 |

| Núcleo       | Habitantes |
| ------------ | ---------- |
| Los Quevedos | 101        |
| San José     | 96         |
| Diseminado   | 1.575      |

## Comunicaciones
Se accede al barrio a través de la Carretera TF-342 de Los Realejos a Icod por La Guancha y de la Carretera San José TF-2214.

### Transporte público
Cuenta con una parada de taxis en la carretera a San José, frente al juzgado de paz.
En autobús —guagua— queda conectado mediante la siguiente línea de TITSA:
| Línea | Trayecto                                               | Recorrido     |
| ----- | ------------------------------------------------------ | ------------- |
| 354   | Puerto de la Cruz - Icod de los Vinos (por La Guancha) | Horario/Línea |

## Lugares de interés
- Ayuntamiento de San Juan de la Rambla
- Centro de Artesanía La Casa Amarilla
- Iglesia parroquial de San José, siglo xviii (Bien de Interés Cultural)
- Juzgado de paz
- Sitio Histórico Barrio de Los Quevedos (BIC)